# Hannah Pilkes
Hannah Pilkes (Philadelphia, 13 april 1992) is een Amerikaans actrice die in 2004 haar debuut maakte als Robin in de film The Woodsman met Kevin Bacon. Om de rol goed te kunnen spelen heeft Pilkes met haar moeder en een psychiater onderzoek gedaan naar het emotionele trauma van het karakter (Robin).
Pilkes zit momenteel op een publieke school in Pennsylvania en heeft recentelijk meegespeeld in een aantal korte films.
De vader van Pilkes is geboren en opgegroeid in Nederland.